# 藤巻義麿
藤巻 義麿（ふじまき よしまろ、1936年（昭和11年）1月28日 - ）は、日本の政治家。元山梨県甲斐市長（1期）。旭日小綬章受章。

## 来歴
山梨県立甲府第一高等学校卒。竜王町議会議員、同町長を経て、2004年に竜王町は合併により甲斐市となり、合併後の市長選挙に立候補し、無投票で当選した。甲斐市長は1期務め、2008年の市長選挙にには出馬しなかった。2009年秋の叙勲で旭日小綬章を受章。